# Richard N. Dixon (chemik)
Richard Newland Dixon (ur. 25 grudnia 1930 w Borough Green, Kent, Anglia, zm. 21 maja 2021) – angielski chemik zajmujący się badaniami naukowymi i zastosowaniami spektroskopii optycznej w chemii, profesor Uniwersytetu w Sheffield i School of Chemistry Uniwersytetu w Bristolu, członek Royal Society, odznaczony Medalem Rumforda (2004) oraz dwukrotnie medalami Royal Society of Chemistry (1966, 1984).

## Życiorys
Urodził się w Borough Green w roku 1930. Studiował w London University (King’s College London), uzyskując stopień Bachelor of Science w roku 1951. Stopień Doctor of Philosophy (1955) i Doctor of Science otrzymał w University of Cambridge. Pracę doktorską|wykonywał pod naukową opieką prof. Normana Shepparda, pioniera w zakresie technik spektroskopii w podczerwieni, widm Ramana i NMR. Po okresie współpracy z UKAEA prowadził badania podoktoranckie w Kanadzie, w University of Western Ontario (1956–1957) oraz w National Research Council of Canada (1957–1959).
Po powrocie do Anglii (1959) pracował początkowo w University of Sheffield. W roku 1969 otrzymał stanowisko profesora w University of Bristol. Za jego wychowanka jest uważany Harold W. Kroto z 1961–1964 Sheffield.
Był w latach 1959–1960 ICI Fellow oraz w latach 1964–1960 – Sorby Research Fellow w Royal Society. Na członka Royal Society (FRS) został wybrany w roku 1966.
W Royal Society of Chemistry był wiceprezesem Faraday Division. Należał do komitetów redakcyjnych kilku czasopism naukowych.
Był przewodniczącym Above & Beyond Charities – organizacji charytatywnej, działającej na rzecz szpitali uniwersyteckich w Bristolu.

## Tematyka badań naukowych i publikacje
Zajmował się badaniami naukowymi i zastosowaniami spektroskopii optycznej w chemii, koncentrując się głównie na problemach spektroskopii molekularnej, fotochemii i dynamiki kwantowej.
Wykaz publikacji z lat 1955–2013 obejmuje 225 artykułów naukowych oraz dwie książki:
- R.N. Dixon, Spectroscopy and Structure, wyd. Methuen & Co. Ltd. 1965.
- R.N. Dixon, Theoretical Chemistry. Chemical Society Specialist Periodical Reports; tom 1 – 1974, tom 2 – 1975, tom 3 (z C.R. Thompsonem) – 1978.

## Wyróżnienia
Za swoje osiągnięcia naukowe otrzymał:
- 1966 – członkostwo w Royal Society,
- 1966 – Corday-Morgan Medal od Royal Society of Chemistry,
- 1966 – Medal Rumforda[9],
- 1984 – medal za badania w dziedzinie spektroskopii od Royal Society of Chemistry.